# Santa Rosa City
Santa Rosa City (Tagalog: Lungsod ng Santa Rosa) ist eine 353.767 Einwohner (Zensus 1. August 2015) umfassende philippinische Stadtgemeinde in der Provinz Laguna.
Die Stadt liegt 38 km südlich von der Hauptstadt Manila und ist über den South Luzon Expressway erreichbar.

## Transportmittel
Die meist gebrauchten Transportmittel sind die Jeepneys. Aber auch Busse und Motorroller werden als Transportmittel benutzt.

## Stadtgliederung
Santa Rosa ist politisch in 18 Barangays (Stadtteile) aufgeteilt:
|  | - Aplaya - Balibago - Caingin - Dila - Dita - Don Jose - Ibaba - Labas - Macabling | - Malitlit - Malusak - Market Area - Kanluran - Pook - Pulong Santa Cruz - Santo Domingo - Sinalhan - Tagapo |

## Schulen und Universitäten
- Canossa School, Santa Rosa
- Brent International School, Biñan
- Saint Michael’s College of Laguna, Biñan
- Malayan Colleges Laguna, Cabuyao
- De La Salle University, Canlubang
- Ateneo Graduate School of Business, Santa Rosa
- Polytechnic University of the Philippines

## Attraktionen
Enchanted Kingdom – der führende Freizeitpark der Philippinen – befindet sich in Santa Rosa City, Laguna. Der Park ist in sieben weitläufige Themenbereiche aufgeteilt und bietet zahlreiche Attraktionen für die ganze Familie.

## Einwohnerentwicklung
1995 lebten in Santa Rosa noch 138.257 Menschen, in den folgenden 12 Jahren verdoppelte sich die Bevölkerung beinahe. Im Jahr 2000 lebten in Santa Rosa 185.633 Menschen, 2007 hatte die Stadt 266.943 Einwohner.

## Partnerstädte
- Toyokawa, Japan
- Enköping, Schweden
- Makati City, Philippinen